# Герман Карл Фоґель
Герман Карл Фоґель (нім. Hermann Carl Vogel; 3 квітня 1841 — 13 серпня 1907) — німецький астроном, член Берлінської АН (1892).

## Наукова біографія
Народився в Лейпцигу. Закінчив Політехнічну школу в Дрездені. У 1865—1870 працював в Лейпцизькій обсерваторії, в 1870—1874 — у приватній обсерваторії Боткамп (поблизу Кіля). З 1874 працював у Потсдамі (з 1879 професор), брав участь у створенні Потсдамської астрофізичної обсерваторії (у 1882—1907 — її перший директор).
Наукові роботи відносяться до астроспектроскопії. Виконав спектральні спостереження всіх планет від Меркурія до Нептуна, багатьох комет, туманностей, нових зірок; досліджував у лабораторії спектральними методами речовину метеоритів з метою виявлення в ньому сполук вуглецю; вивчив спектр полярних сяйв. Удосконалив створену Анджело Секкі спектральну класифікацію зірок і висловив припущення, що температурна спектральна послідовність є в той же час еволюційною послідовністю. Провів спільно з Г.Мюллером візуальні спостереження спектрів 4051 зірки; опублікував в 1882 роботу «Спектроскопічні спостереження зірок» — перший спектроскопічний каталог зірок до 7,5 зоряної величини, що охоплює зону від 20 північного до 1 південного схилення, У 1887 разом з Ю.Шейнером побудував вдосконалений спектрограф, який дозволяв отримувати фотографії спектрів зірок високої якості, З цим інструментом Фоґель і Шейнер в 1888 першими почали систематичні точні вимірювання променевих швидкостей зірок. При цьому вони виявили періодичні зміни швидкості у Алголя і, вивчивши характер цих змін, остаточно довели (1889), що змінність блиску цієї зірки викликана затемненнями в подвійній системі. Встановили також спектральну подвійність α Діви (Спіки) і β Ліри. Склали каталог променевих швидкостей 52 зірок.
Іноземний член-кореспондент Петербурзької АН (1892), член-кореспондент Паризької АН (1906).
Премія Б.Вальза Паризької АН (1891), медаль Генрі Дрейпера Національної АН США (1892), Золота медаль Лондонського королівського астрономічного товариства (1893), медаль Кетрін Брюс Тихоокеанського астрономічного товариства (1906).
Його ім'ям названі кратери на Місяці і Марсі, а також астероїд 11762 Фоґель.

## Публікації
- Beobachtungen von Nebelflecken und Sternhaufen. Leipzig (1867)
- Bothkamper Beobachtungen. 2 Bde. Leipzig (1872/73)
- Untersuchungen über die Spektra der Planeten. Leipzig (1874)
- Die Sternhaufen im Perseus. (1878)

## Пам'ять
- 11762 Фоґель  — астероїд головного поясу